# Evangelische Kirche Ascherode

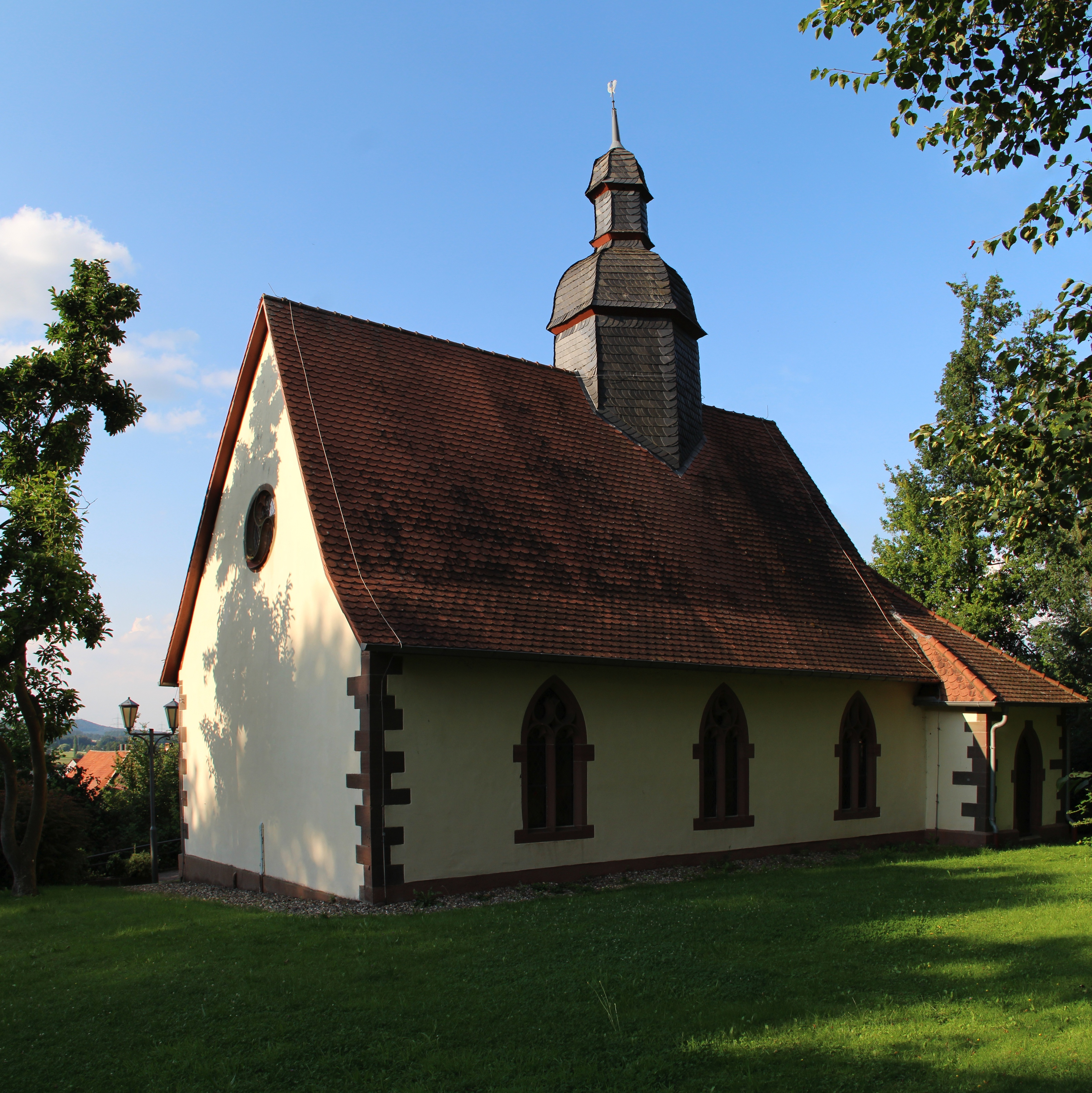
Evangelische Kirche Ascherode

Die Evangelische Kirche Ascherode ist ein denkmalgeschütztes Kirchengebäude in Ascherode, einem Stadtteil von Schwalmstadt im Schwalm-Eder-Kreis (in Hessen). Sie gehört zur Kirchengemeinde Franz von Roques in Schwalmstadt im Kirchenkreis Schwalm-Eder der Evangelischen Kirche von Kurhessen-Waldeck.
Der kleine verputzte Bau mit gewölbtem Rechteckchor und sechseckigem, von Laterne gekröntem Haubendachreiter auf dem Kirchberg am südlichen Ortsrand wurde im Jahre 1896 von Wilhelm Spahr in seiner heutigen Form errichtet. Dabei wurden Teile des Vorgängerbaus, einer spätgotischen Kapelle vom Ende des 16. Jahrhunderts, erhalten und in den Bau einbezogen. Die Fenster in spätgotischen Formen stammen ebenfalls aus dieser Zeit. Die Orgel baute H. Müller 1897 ein.